# Tomas Johansson (bádminton)
Sven Tomas Johansson (Gotemburgo, 12 de agosto de 1969) es un deportista sueco que compitió en bádminton. Ganó una medalla de plata en el Campeonato Europeo de Bádminton de 1994, en la prueba individual.

## Palmarés internacional
| Campeonato Europeo | Campeonato Europeo       | Campeonato Europeo | Campeonato Europeo |
| Año                | Lugar                    | Medalla            | Prueba             |
| ------------------ | ------------------------ | ------------------ | ------------------ |
| 1994               | Den Bosch (Países Bajos) | Medalla de plata   | Individual         |